# Sarah al-Amiri

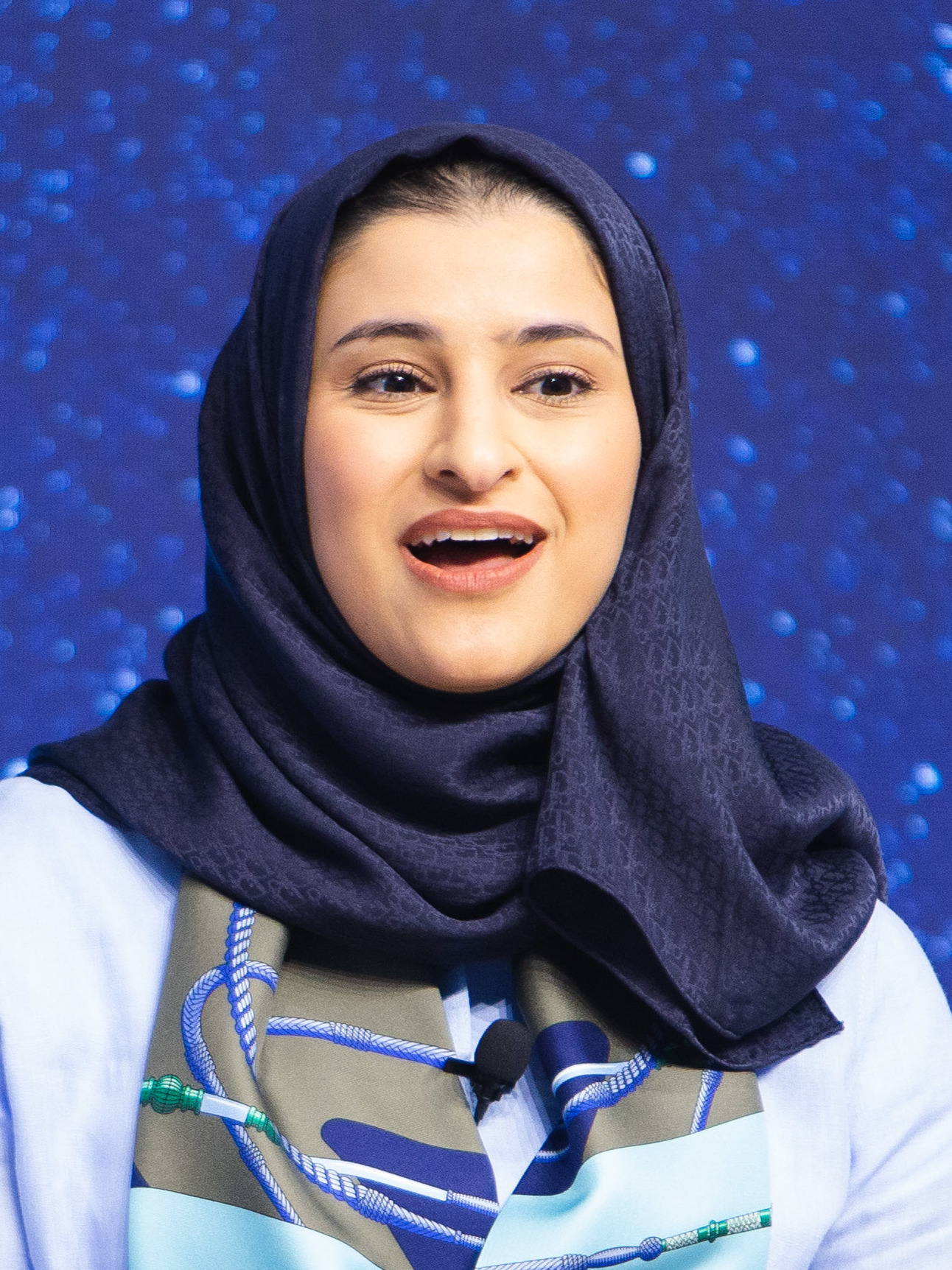
Sarah al-Amiri (2019)

Sarah bint Yousef al-Amiri (arabisch سارة بنت يوسف الأميري, DMG Sāra bt. Yūsuf al-Amīrī, geboren 1987 in der Islamischen Republik Iran) ist eine Politikerin und Wissenschaftlerin aus den Vereinigten Arabischen Emiraten (VAE). Sie ist die Staatsministerin für Advanced Sciences und Vorsitzende des Wissenschaftsrates der VAE. Seit 2020 ist sie Leiterin der Raumfahrtbehörde der Emirate.

## Leben und beruflicher Werdegang
Die 1987 als Tochter von Yousef al-Amiri im Iran geborene Sarah al-Amiri wuchs im Emirat Abu Dhabi auf. Sie war immer an der Raumfahrttechnik interessiert, in ihrer Jugend hatten die Vereinigten Arabischen Emirate jedoch noch kein eigenes Raumfahrtprogramm. Sie studierte an der American University of Sharjah und erwarb dort einen Bachelor- und einen Masterabschluss in Computertechnik.
Die berufliche Laufbahn al-Amiris begann beim Institut der Emirate für fortschrittliche Wissenschaft und Technologie (EIAST) in Dubai, wo sie von März 2009 bis Oktober 2011 als Software-Ingenieurin arbeitete, danach  bis Januar 2014 als Leiterin der Forschungs- und Entwicklungsabteilung. Sie war unter anderem an der Programmierung der Betriebs- und Steuerungssysteme der Erdbeobachtungssatelliten DubaiSat 1 (gestartet am 29. Juli 2009) und DubaiSat 2 (gestartet am 21. November 2013) beteiligt. Ab Januar 2014 war al-Amiri Leiterin des Drohnenprogramms des EIAST. Als das EIAST am 18. April 2015 per Dekret in das am Vortag gegründete Muhammad-bin-Raschid-Raumfahrtzentrum des Emirats Dubai integriert wurde, wechselte sie zu der neuen Einrichtung.
Im Jahr 2016 wurde sie zur Vorsitzenden des Wissenschaftsrates der Emirate ernannt und im selben Jahr als Sprecherin zum Weltwirtschaftsforum nach Davos eingeladen. Am 21. November 2016 trat sie auf der TED-Konferenz xDubai Salon mit dem Thema Shifting Perceptions auf und berichtete über ihre Arbeit bei der Marsmission der Emirate.
Im Oktober 2017 wurde al-Amiri zur Staatsministerin im Ministry for Advanced Sciences im Kabinett der VAE ernannt.
In dem Bestreben, die internationale wissenschaftliche Zusammenarbeit zu verbessern, besuchte sie wenige Wochen später mehrere wissenschaftliche Institutionen in den Vereinigten Staaten. Im Rahmen dieser Reise moderierte sie Anfang November 2017 in New Orleans als erste Person aus den Emiraten eine internationale TED-Konferenz, den TEDWomen Talk.
Nach dem Start der Marssonde al-Amal am 19. Juli 2020 wurde Sarah al-Amiri zur Leiterin der Raumfahrtbehörde der Emirate ernannt. Hierbei handelt es sich um einen weitgehend symbolischen Posten – das Tagesgeschäft der Behörde leitet der Generaldirektor.
Dennoch setzte die BBC al-Amiri im Jahr 2020 auf die aktuelle Liste 100 Women, die am 23. November 2020 veröffentlicht wurde.